# Ueckermannseius saltus
Ueckermannseius saltus är en spindeldjursart som först beskrevs av Denmark och Matthysse 1981.  Ueckermannseius saltus ingår i släktet Ueckermannseius och familjen Phytoseiidae. Inga underarter finns listade i Catalogue of Life.